# Igor Vassiliev
Igor Vladimirovitch Vassiliev (en russe : Игорь Владимирович Васильев), né le 24 janvier 1966 à Volgograd (RSFS de Russie) et mort le 26 mai 2023 dans la même ville, est un joueur soviétique puis russe de handball. D'une stature de 1,97 m, il jouait le plus souvent comme arrière ou ailier droit. 

## Biographie
C'est avec le Kaustik Volgograd qu'Igor Vassiliev se fait repérer et intègre l'équipe nationale soviétique. Après avoir remporté le titre olympique en 1992 à Barcelone, il reste en Espagne et évolue une saison à l'Atlético de Madrid. Champion du monde 1993 avec la Russie, il rejoint ensuite le TSG Altenhagen-Heepen (de) en deuxième division allemande aux côtés de Frank-Michael Wahl (de). Après la défaite en finale du premier Championnat d'Europe en 1994, il prend la direction de la Suisse et du HSC Suhr Aarau.
Après un retour au Kaustik Volgograd où il remporte le Championnat de Russie  en 1996, il termine sa carrière au HSG Dornheim/Groß-Gerau, un modeste club allemand.

## Palmarès

### En équipe nationale
- Médaille d'or aux Jeux olympiques de 1992 à Barcelone,  Espagne
- Médaille d'or au Championnat du monde 1993
- Médaille d'argent au Championnat d'Europe 1994
- Médaille d'argent aux Goodwill Games de 1994
- Médaille d'or au Championnat du monde universitaire (en) 1990

### En club
- Vainqueur du Championnat de Russie  (1) : 1996